# 車師
車師（しゃし、拼音：Jūshī）は、かつて中国（東トルキスタン）に存在したオアシス都市国家。古くは姑師といい、漢代に車師前王国・車師後王国などに分かれ、シルクロード交易の要所として栄えた。

## 歴史

### 前漢の時代

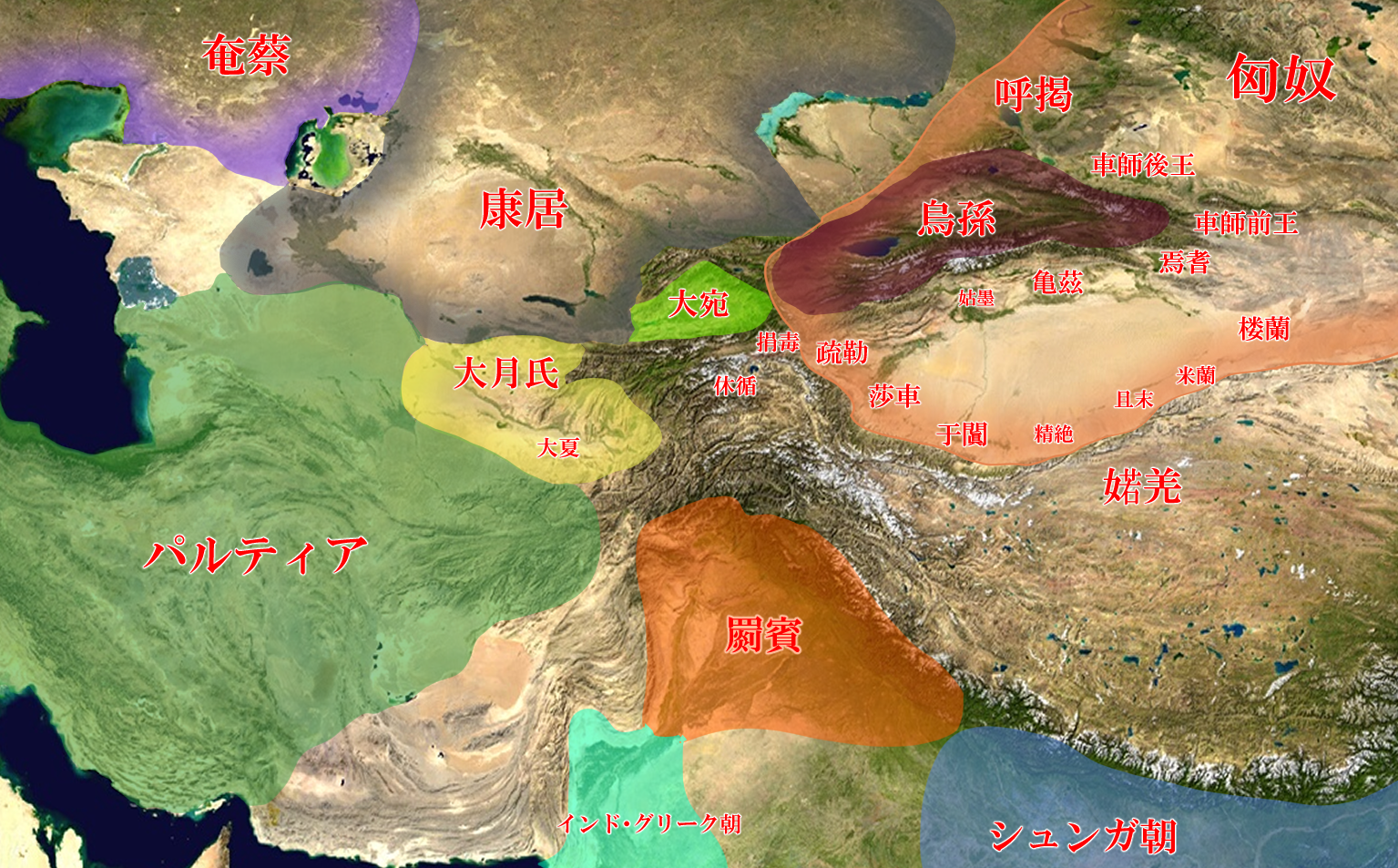
紀元前2世紀頃の中央アジアの地図

姑師国は他の西域諸国とともに匈奴の属国となっていた。匈奴の西辺日逐王は僮僕都尉を置いて、西域を領させ、常に焉耆国・危須国・尉犁国の間に駐屯し、西域諸国に賦税し、富給を取った。
元封元年（前110年）、漢はたびたび楼蘭・姑師の小国に使者を妨害させられたので、従驃侯趙破奴に命じて姑師を撃たせ、楼蘭王を捕虜とし、姑師を破った。これによって漢は西域の烏孫や大宛の国々に対して威を振るうことができた。武帝は趙破奴を浞野侯に封じた。
姑師を破った漢は、その国を車師前後王国及び山北六国に分けた。
天漢2年（前99年）、漢は匈奴から降った介和王を開陵侯とし、楼蘭国の兵を率いさせて車師国を撃ち、匈奴は右賢王を遣わし数万騎を率いて車師国を救い、漢軍は撤退した。
征和4年（前89年）、武帝は重合侯馬通を遣わして匈奴を撃ち、車師国の北を過ぎ、ふたたび開陵侯を遣わして楼蘭・尉犁・危須など6カ国の兵を率いて別に車師国を撃たせた。諸国兵は車師国を包囲し、遂に車師王は降服し、漢に臣属した。
昭帝（在位：前86年 - 前74年）の時期、匈奴は4千騎に車師国で屯田させた。
本始2年（前72年）、宣帝は五将の将兵を遣わして匈奴を撃ち、車師国の田者が逃げ去ったので、車師国はふたたび漢と通交した。匈奴は怒り、車師国太子の軍宿を召して人質にしようとした。軍宿は焉耆国の外孫で、匈奴の人質にはなりたくなかったので、焉耆国に亡命した。車師王は子の烏貴を建てて太子とした。烏貴が王となると、匈奴と婚姻を結び、匈奴に漢道を遮るよう教わった。
地節2年（前68年）、漢は車師国を攻撃するため、侍郎の鄭吉・校尉の司馬憙を遣わして渠犁国で屯田させ、穀物を蓄積。秋、鄭吉と司馬憙は城郭諸国の兵1万余人を発し、自ら諸将田士1500人と共に車師国を撃ち、王治（首都）の交河城（交河故城）を攻め破った。翌年の秋、ふたたび兵を発して車師王烏貴を石城で攻める。車師王烏貴が漢軍の来襲を知ると、匈奴に救いを求めたが、匈奴が援軍を出さなかったので、車師王烏貴は貴人の蘇猶と評議して漢に降ることにした。蘇猶は匈奴辺境国の小蒲類を撃ち、その人民を略奪し、鄭吉に降った。
匈奴は車師国が漢に降ったことを知ると、兵を発して車師国を攻撃した。鄭吉と司馬憙はこれを迎え撃ったが、匈奴はあえて進まなかった。鄭吉と司馬憙は一候と卒20人と守王を留め、鄭吉らは兵を引いて渠犁国に帰還した。車師王烏貴は匈奴兵を恐れて軽騎で烏孫に奔走した。鄭吉はその妻子を渠犁国に置き、のちに長安へ送った。鄭吉は吏卒300人に別に車師国で屯田させた。匈奴はふたたび来襲し、城を数日包囲して解く。このあと鄭吉は上書して田卒の増員を要求した。宣帝は詔で長羅侯を遣わし、張掖・酒泉の騎兵を率いさせて車師国の北千余里に出動させた。匈奴の胡騎は撤退した。
烏孫に奔走した車師王烏貴は烏孫に留まった。そこで漢はもと車師国太子で焉耆国に亡命していた軍宿を召して新たな車師王とし、車師国民を移して渠犁国に住まわせ、車師国の故地は匈奴に与えた。これによって車師王軍宿は匈奴と断絶した。
元康4年（前62年）、侍郎の殷広徳は烏孫を責め立て、車師王烏貴の返還を求め、宮闕に詣でさせ、第を賜いその妻子の住まいを与えた。
神爵3年（前59年）、匈奴の日逐王は単于（握衍朐鞮単于）に叛き、衆を率いて漢に来降し、護鄯善以西使者の鄭吉はこれを迎えた。漢は日逐王を封じて帰徳侯とし、鄭吉を安遠侯とした。また漢はここで初めて西域都護を設置し、鄭吉にそれを担当させた。
元帝の時期、漢はふたたび戊己校尉を置き、車師前王庭で屯田させた。この時匈奴の東蒲類王の茲力支は民衆1700余人を率いて西域都護に降ったので、西域都護は車師後王国の西を分けて烏貪訾離の地とし、ここに住まわした。
元始2年（2年）、車師後王の姑句・去胡来王の唐兜は、漢に背いて匈奴に亡命する。新都侯王莽は、匈奴に車師後王と去胡来王を護送させ誅殺する。

### 新の時代
始建国2年（10年）、車師後王の須置離は匈奴に亡命しようと謀り、事が漏れて西域都護の但欽に斬られる。須置離の兄で輔国侯の狐蘭支は須置離の衆2000余人を率いて、畜産を駆り、国を挙げて匈奴に亡命した。さっそく匈奴は狐蘭支とともに戊己校尉の刁護を襲撃して殺し、陳良と終帯は匈奴に投降して烏賁都尉に任ぜられた。

### 後漢の時代

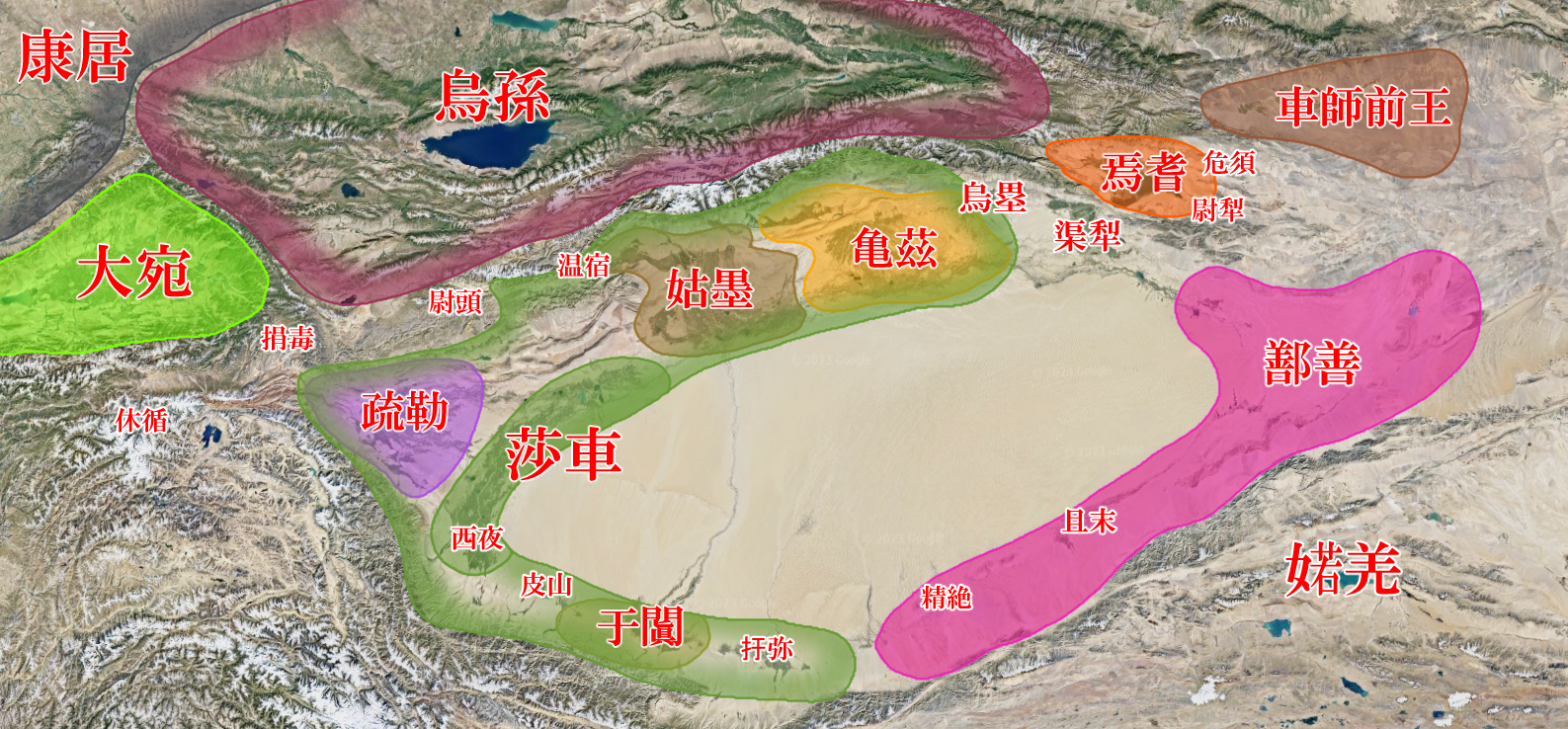
1世紀のタリム盆地

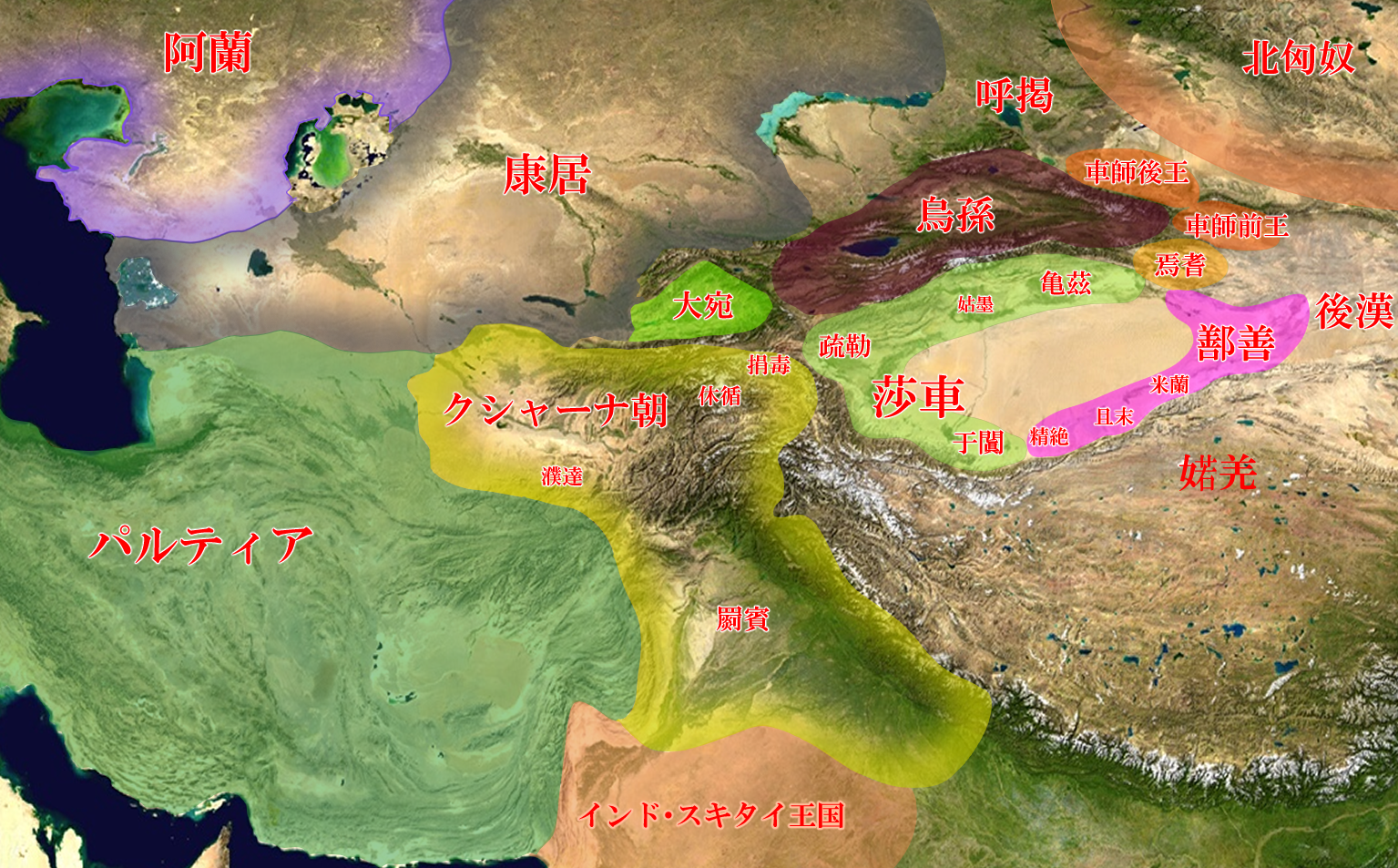
1世紀の中央アジアの地図

建武21年（45年）冬、莎車王賢の暴虐ぶりを恐れた車師前王国・鄯善国・焉耆国ら18国は子を遣わし入侍、光武帝はこれを還らせたので、18国は匈奴に付属した。
永平16年（73年）、漢は伊吾盧の地を取って西域に通じ、車師国はふたたび漢に内属し始めた。しかし、匈奴は兵を遣わしてこれを撃ったので、ふたたび匈奴に降る。
永平18年（75年）、明帝が崩御すると、焉耆国・亀茲国は西域都護の陳睦・副校尉の郭恂を攻撃して殺し、匈奴と車師国は戊己校尉を包囲した。
永元2年（90年）、大将軍の竇憲は北匈奴を破り、車師国は懼れて前後王は各々子を遣わして入侍させ、並びに印綬金帛を賜う。
永元8年（96年）、戊己校尉の索頵は車師後部王の涿鞮を廃位しようと考え、破虜侯の細致を立てた。涿鞮は車師前王の尉卑大に怒って尉卑大を撃ち、その妻子を捕える。永元9年（97年）、漢は将兵長史の王林を遣わし、涼州六郡の兵及び羌胡の2万余人を発して涿鞮を討ち、千余人を斬首捕虜とした。涿鞮は北匈奴に入ったが、漢軍が追撃してこれを斬り、涿鞮の弟の農奇を立てて王とした。
永寧元年（120年）、車師後王の軍就及び母沙麻が反乱を起こし、後部司馬及び敦煌行事を殺した。
延光4年（125年）、西域長史の班勇は軍就を討って大破させ、これを斬った。
永建元年（126年）、班勇は車師後王の農奇の子の加特奴及び八滑らを率いて、精兵を発して北虜の呼衍王を討ち、これを破る。班勇はここにおいて上表して加特奴を立てて車師後王とし、八滑を後部親漢侯とした。
陽嘉3年（134年）夏、車師後部司馬は加特奴ら1500人を率いて、北匈奴を閶吾陸谷で掩撃し、その廬落を壊滅させ、数百級を斬首し、単于の母・季母及び婦女数百人、牛羊十余万頭を獲得した。
陽嘉4年（135年）春、北匈奴の呼衍王は兵を率いて車師後部を侵し、順帝は車師六国を北虜に接近し、西域蔽扞とし、敦煌太守に諸国兵を発させ、玉門関候・伊吾司馬を合せて6300騎でこれを救い、北虜を勒山で掩撃した。秋、呼衍王はふたたび2000人を率いて車師後部を攻め、これを破る。
元嘉元年（151年）、呼衍王は3000余騎を率いて伊吾を攻略し、伊吾司馬の毛愷は吏兵500人を蒲類海の東に遣わし呼衍王と戦い、ことごとく没され、呼衍王は伊吾屯城を攻めた。夏、敦煌太守の司馬達に敦煌・酒泉・張掖属国の吏士4000余人を率いさせてこれを救い、塞を出て蒲類海に至り、呼衍王は聞くなり引いて去り、漢軍は無功で還った。
永興元年（153年）、車師後部王の阿羅多は戊部候の厳皓とそりが合わず、遂に反乱を起こし、漢の屯田且固城を攻囲し、吏士を殺傷した。後部候の炭遮領余人は阿羅多に反して漢に投降。阿羅多はその母妻子を率いて百余騎を従え北匈奴中に逃走し、敦煌太守の宋亮は上表して車師後部故王の軍就の質子である卑君を立てて車師後部王とした。後に阿羅多はふたたび匈奴中を従えて帰還し、卑君と国を争い、その国人を収めた。戊己校尉の閻詳はその北虜を招き寄せ、西域を乱そうとしたが、許してふたたび王となり、阿羅多は投降。ここにおいて卑君に賜った印綬を奪い、更に阿羅多を立てて王とし、卑君は敦煌に還り、漢は車師後部の民三百帳をもってこれを別に属役させた。
建寧5年（172年）、涼州刺史の孟佗は従事の任渉を遣わし敦煌兵500人を率い、戊己司馬の曹寛・西域長史の張晏と、焉耆国・亀茲国・車師前後部を率いて、3万余人を合わせ、疏勒国の楨中城を攻めたが、40余日して降せず、撤退した。

### 三国時代

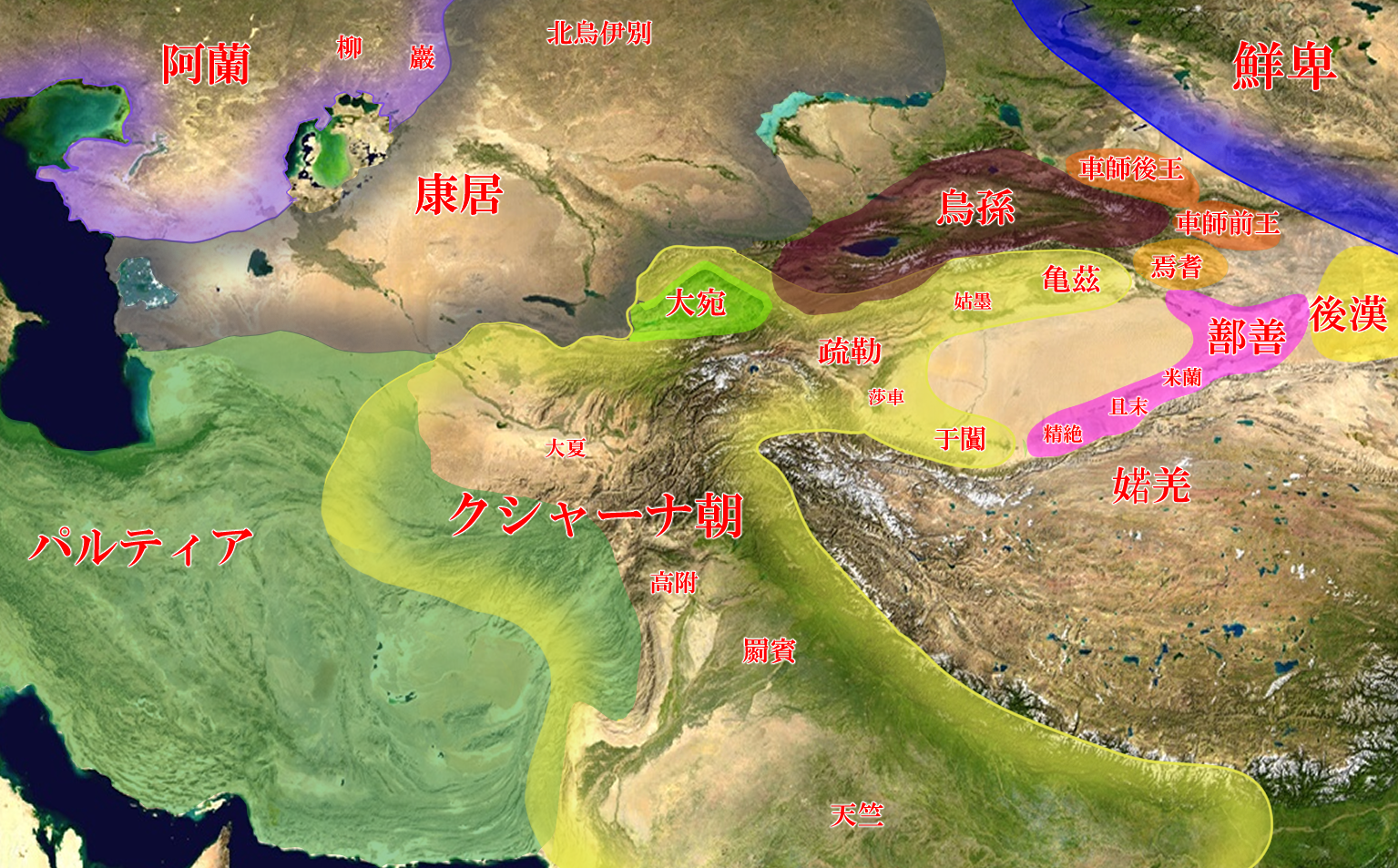
2世紀の中央アジアの勢力図

魏は車師王の壱多雑に守魏侍中を賜い、大都尉を号し、魏王の印を授けた。この頃の車師後部国は東且弥国・西且弥国・単桓国・畢陸国・蒲陸国・烏貪訾離国を併属させており、王治は頼城にあった。

### 五胡十六国時代
焉耆国・于闐国・車師前王国は、前涼の張駿に朝貢する。
380年頃、鄯善王と車師前部王は前秦に入朝し、大宛は汗血馬を献上し、粛慎は楛矢を貢納し、天竺国は火浣布を献上し、康居・于闐及び海東諸国は皆遣使を送ってその方物を貢納した。
382年、車師前部王の弥窴・鄯善王の休密馱が苻堅に朝貢したので、苻堅は朝服を賜い、西堂にて引見した。そこで弥窴らは宮殿の壮麗さを見せつけられ、毎年貢献することを請う。しかし、苻堅はそれを許さず、三年に一貢、九年に一朝と定めた。ここにおいて苻堅は驍騎将軍の呂光を持節・都督西討諸軍事とし、陵江将軍の姜飛・軽騎将軍の彭晃らと共に西域を征討した。
383年、呂光は長安を発し、鄯善王の休密馱に使持節・散騎常侍・都督西域諸軍事・寧西将軍を加え、車師前部王の弥窴に使持節・平西将軍・西域都護を加え、その国の兵を率いて呂光の嚮導（道案内）となった。

### 北魏の時代
太武帝（在位：423年 - 452年）の初め、車師前部国が遣使を送って朝献したので、太武帝は詔で行人の王恩生・許綱らを使者として車師前部国へ送った。しかし、王恩生らは流沙を渡ったところで柔然に捕えられた。王恩生は柔然可汗の呉提（在位：429年 - 444年）に対し、節を持って屈しなかった。後に太武帝は呉提に返還を迫り、王恩生らを帰らせた。許綱は敦煌に到着し病死、朝廷はその節を壮士とし、貞という諡を賜わった。
443年頃、沮渠無諱は弟の沮渠安周を派遣して車師前部国を破った。
太平真君11年（450年）、車師前王の車伊洛は遣使の琢進と薛直を送って、沮渠無諱によって壊滅させられ困っていることを上書した。そこで太武帝はこれを撫慰し、焉耆国の倉を開いて食料を支給した。
正平元年（451年）、車師前部国は遣子を送って入侍し、これ以後、車師前部国は毎回遣使を北魏へ送って朝貢するようになった。

## 政治体制
前王国

王治は交河城に置かれ、輔国侯・安国侯・左右将・都尉・帰漢都尉・車師君・通善君・郷善君が各一人、譯長が二人いた。
後王国

王治は務塗谷に置かれ、撃胡侯・左右将・左右都尉・道民君・譯長が各一人いた。三国時代に王治が頼城に移る。

## 構成国
- 車師前国…前漢の時代：戸700、人口6050、勝兵1865人。後漢の時代：戸1500余、人口4000余、勝兵2000余人。
- 車師後国…前漢の時代：戸595、人口4774、勝兵1890人。後漢の時代：戸4000余、人口15000余、勝兵3000余人。
- 車師都尉国…戸40、人口333、勝兵84人。
- 車師後城長国…戸154、人口960、勝兵260人。
- 卑陸国…戸227、人口1387、勝兵422人。
- 卑陸後国…戸462、人口1137、勝兵350人。
- 蒲類国…戸325、人口2032、勝兵799人。
- 蒲類後国…戸100、人口1071、勝兵334人。
- 移支国
- 東且弥国…戸191、人口1948、勝兵572人。
- 西且弥国…戸332、人口1926、勝兵738人。
- 単桓国…戸27、人口194、勝兵45人。
- 畢陸国
- 蒲陸国
- 烏貪訾離国…戸41、人口231、勝兵57人。

## 地理
車師国は現在の中華人民共和国新疆ウイグル自治区トルファン市に存在したオアシス都市国家で、その王都（前王国）は交河城といった。交河城は現在、交河故城と呼ばれ、その遺跡が残っている。交河故城は高昌区の市街から西へ約10km、トルファン盆地の西端にある。東西は最大が330ｍ、南北約1600ｍ、東西を2つの河に挟まれた台地上にあり、天然の要塞となっている。

## おもな車師王
漢代

＜前王国＞
- 烏貴（中国語版）…軍宿の兄弟
- 軍宿（中国語版）…烏貴の兄弟
- 尉卑大（中国語版）

＜後王国＞
- 姑句（中国語版）
- 須置離（中国語版）（？ - 10年）
- 涿鞮（中国語版）（？- 97年）
- 農奇（中国語版）（97年 - ？）…涿鞮の弟
- 軍就（中国語版）（？ - 125年）
- 加特奴（中国語版）（126年 - ？）…農奇の子
- 阿羅多（中国語版）（？ - 153年）
- 卑君（中国語版）（153年）…軍就の子
- 阿羅多（153年 - ？）

三国時代
- 壱多雑

五胡十六国時代

＜前王国＞
- 弥窴（中国語版）

北魏時代

＜前王国＞
- 車伊洛

## 参考資料
- 『史記』大宛列伝
- 『漢書』西域伝下
- 『後漢書』西域伝
- （『三国志』）『魏略』西戎伝
- 『晋書』載記十三 苻堅上、載記第十四 苻堅下
- 『魏書』第九十 西域